# Isatis boissieriana
Isatis boissieriana är en korsblommig växtart som beskrevs av Heinrich Gustav Reichenbach. Isatis boissieriana ingår i släktet vejdar, och familjen korsblommiga växter. Inga underarter finns listade i Catalogue of Life.